# Horatio G. Wright

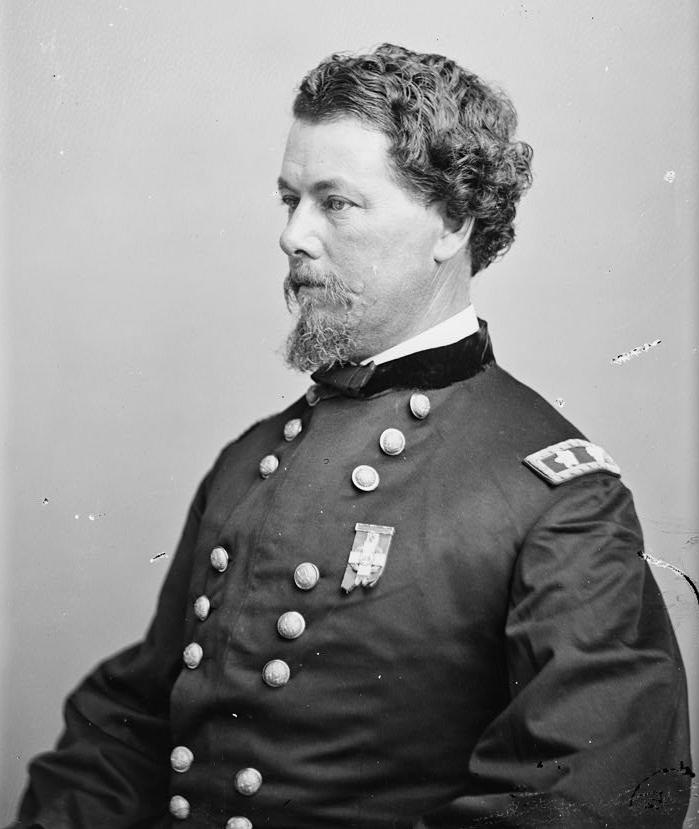
Horatio G. Wright

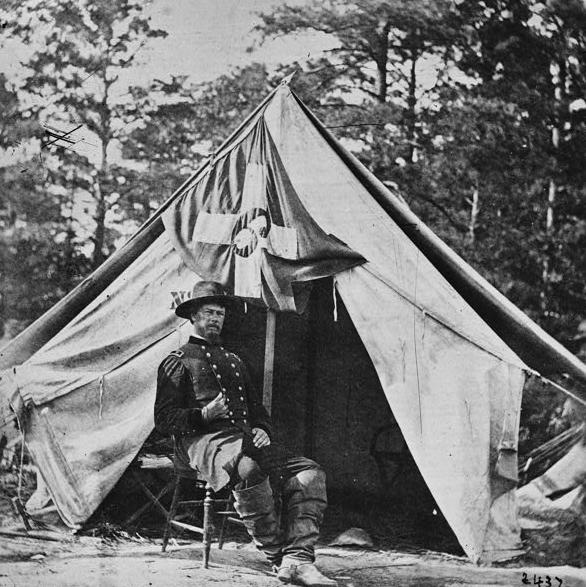
Generaal Wright voor zijn tent

Horatio Gouverneur Wright (Clinton (Connecticut), 6 maart 1820 – Washington, 2 juli 1899) was een generaal die vocht in de Amerikaanse Burgeroorlog.

## Beginjaren
Wright was de zoon van Edward en Nancy Wright. Op 14-jarige leeftijd begon hij aan de militaire academie van Alden Partridge in Vermont, nu Norwich University. In 1837 ging hij naar de United States Military Academy te West Point, waar hij in 1841 als tweede van 52 afstudeerde. De volgende jaren gaf hij in West Point les in ingenieurstechniek en Frans. Hij werd in 1846 naar Florida gestuurd en werkte aan de haven van St. Augustine (Florida) en de verdediging van Key West. In 1855 werd hij bevorderd tot kapitein en werd hij de assistent van kolonel Joseph G. Totten, hoofd van de genie. Hij was lid van een militaire commissie die ijzeren gestellen voor kanonnen en specificaties voor een 375 mm kanon moest bestuderen. Hij schreef mee aan het rapport Report on Fabrication of Iron for Defenses (1871).

## Amerikaanse Burgeroorlog
Op 20 april 1861 nam Wright deel aan de ontruiming en de vernietiging van de marinewerf Gosport Navy Yard, later Norfolk Navy Yard genoemd, om de zuidelijken het gebruik ervan te beletten. Gedurende die actie werd hij gevangengenomen, maar vier dagen later kwam hij weer vrij.
Wright bouwde versterkingen rond Washington en werd dan overgeplaatst naar de 3e divisie van het Department of Northeast Virginia onder generaal-majoor Samuel P. Heintzelman. Hij diende op 21 juli 1861 als hoofdingenieur van die divisie in de Eerste Slag bij Bull Run. In augustus werd hij bevorderd tot majoor.
In september werd hij bevorderd tot brigadegeneraal en diende hij onder generaal-majoor Thomas W. Sherman als hoofdingenieur in de Slag bij Port Royal.
Van februari tot juni 1862 leidde hij langs de kust van Florida acties tegen Jacksonville en St. Augustine (Florida).

Hij kreeg in augustus 1862 het bevel over het Department of the Ohio en in maart 1863 over het nieuw opgerichte Army of the Ohio. Hij vervulde in 1862 een belangrijke rol in de logistiek om de invasie van Kentucky door generaal Braxton Bragg te beletten.

Generaal-majoor Ambrose Burnside werd gestuurd om hem als bevelhebber van de divisie te vervangen. Onder Burnside kreeg hij kort het bevel over het District of Western Kentucky voor hij weer naar het oosten trok.
In mei 1863 kreeg Wright het bevel over de 1e divisie van het VI Corps van het Army of the Potomac onder generaal-majoor John Sedgwick. In juli 1863 was hij met die divisie bij de Slag bij Gettysburg, maar hij werd in reserve gehouden. In november 1863 vocht hij in de Mine Runveldtocht en van 5 tot 6 mei 1864 vocht hij in de Slag in de Wildernis. Na de dood van generaal Sedgwick in de Slag bij Spotsylvania Court House op 9 mei nam Wright het bevel over het VI Corps en bevorderde de senaat hem op 12 mei 1864 officieel tot generaal-majoor, wat de senaat hem voordien geweigerd had.
Het legerkorps van Wright vocht van 3 tot 12 juni 1864 in de Slag bij Cold Harbor. In de Valleiveldtocht van 1864 werd hij naar Washington gestuurd om het op 11 en 12 juli 1864 te verdedigen tegen de aanval van luitenant-generaal Jubal Anderson Early. Hij nam het bevel over de noodverdedigingsmacht van Washington, die bestond uit het VI Corps, VIII Corps en XIX Corps. Tijdens de Slag om Fort Stevens nodigde hij president Abraham Lincoln bij hem uit in zijn stelling, die onder vijandelijk vuur kwam, zodat de president dekking moest zoeken.
Wright voerde opnieuw het bevel over het VI Corps gedurende de valleiveldtocht van generaal-majoor Philip H. Sheridan van 6 tot 16 oktober 1864. Wright leidde op 19 oktober de gevechten in de Slag bij Cedar Creek voordat Sheridan aankwam.
In het Beleg van Petersburg brak het VI Corps op 2 april 1865 als eerste door de verdediging. Onder bevel van Sheridan won het op 6 april 1865 de Slag bij Sayler's Creek waarbij veel zuidelijken gevangengenomen werden, waaronder luitenant-generaal Richard S. Ewell.

## Na de oorlog
Tijdens de Reconstructie voerde Wright van juli 1865 tot augustus 1866 het bevel over het Army of Texas. In november werd hij bevorderd tot luitenant-generaal, maar in september 1866 ging hij uit dienst. Hij werkte als ingenieur aan Brooklyn Bridge en aan het Washington Monument. Op 6 maart 1884 ging hij met pensioen.

## Militaire loopbaan
- Cadet United States Military Academy: 1 juli 1837 - 1 juli 1841[6]
- Second Lieutenant, Corps of Engineers: 1 juli 1841[6]
- First Lieutenant, Corps of Engineers: 28 februari 1848[6]
- Captain, Corps of Engineers: 1 juli 1855[6]
- Major, 13th Infantry: 14 mei 1861: afgewezen[6]
- Major, Corps of Engineers: 6 augustus 1861[6]
- Brigadier General, U. S. Volunteers: 14 september 1861[6]
- Major General, U. S. Volunteers: 18 juli 1862 - 12 maart 1863[6]
- Brevet Lieutenant Colonel: 8 november 1863[6]
- Major General, U. S. Volunteers: 12 mei 1864[6]
- Brevet Colonel: 12 mei 1864[6]
- Brevet Brigadier General, U. S. Army: 13 maart 1865[6]
- Brevet Major General, U. S. Army: 13 maart 1865[6]
- Lieutenant Colonel, Corps of Engineers: 23 november 1865[6]
- Eervol ontslagen uit de Volunteer Service: 1 september 1866[6]
- Colonel, Corps of Engineers: 4 maart 1879[6]
- Brigadier General en Chief of Engineers, U. S. Army: 30 juni 1879[6]
- Gepensioneerd: 6 maart 1884[6]